# 班納埃爾克鎮區 (北卡羅萊納州埃弗里縣)
班納埃爾克鎮區（英語：Banner Elk Township）是位於美國北卡羅萊納州埃弗里縣的一個鎮區。

## 地方資料
班納埃爾克鎮區的面積為71.71平方千米，皆為陸地。根據2020年美國人口普查的數據，當地共有人口3708人，而人口密度為每平方千米51.71人。